# تحضر مفرط
التحضر المفرط هو فرضية طورها في الأصل علماء الديمغرافيا والجغرافيا والبيئة والاقتصاد والعلوم السياسية وعلم الاجتماع في القرن العشرين لوصف المدن التي يفوق معدل التحضر فيها نموها الصناعي وتنميتها الاقتصادية. وتُصنف المدينة على أنها مفرطة التحضر عندما تؤدي أي زيادة سكانية إلى انخفاض دخل الفرد في المدينة. وتتسم الدول التي تعاني من التحضر المفرط بعدم القدرة على توفير ما يخص العمالة والموارد لسكانها. يُنسب هذا المصطلح عمدًا واستُخدم للتمييز بين الدول المتقدمة والدول النامية. اقتُرحت العديد من الأسباب لهذه الظاهرة، إلا أن أكثرها شيوعًا هي عوامل الدفع الريفي وعوامل الجذب الحضرية بالإضافة إلى النمو السكاني.

## التعريف
ظهر مفهوم التحضر المفرط للمرة الأولى في منتصف القرن العشرين لوصف المدن التي كان معدل التحول الصناعي فيها ينمو ببطء أكثر مقارنة بمعدل التحضر لديها. ووفقًا لما ذكره عالم الاجتماع جوزيف غوغلر، فإن هذا المفهوم «حظي بقبول واسع النطاق في الخمسينيات والستينيات» وانقسم إلى نهجين: النهج اللاتزامني والنهج التزامني. اقترح عالما الاجتماع كينغسلي ديفيس وهيلدا غولدن النهج التزامني، وهو النهج الرئيسي الذي اتبع في الخمسينيات، والذي يحدد ما إذا كانت الدولة تعاني من التحضر المفرط على أساس العلاقة بين التحول الصناعي والتحضر مقارنة بالعلاقة في الدول الأخرى خلال الفترة الزمنية عينها. وعلى وجه الخصوص، قورنت الدول التي تُعتبر جزءًا من العالم الثالث بتلك التي تُعتبر جزءًا من العالم الأول. استخدم ديفيس وغولدن معطيات حول «النسبة المئوية للذكور الناشطين اقتصاديًا غير الضالعين في الزراعة والنسبة المئوية لسكان المدن البالغ عددهم 100,000 نسمة أو أكثر في عدد كبير من دول العالم» لتحديد العلاقة الطبيعية بين التحول الصناعي والتحضر. وقررا تصنيف الدول التي يكون معدل التحضر فيها أعلى بكثير من المعدل الطبيعي فيما يتعلق بمعدل التحول الصناعي فيها على أنها دول «مفرطة التحضر». يحصي المؤلفون مستوى التحضر «المتوقع» استنادًا إلى معدلات التحضر في دول أخرى من العالم ذات درجة مماثلة من التحول الصناعي (مُقاسة بنسبة الذكور غير المنخرطين في الزراعة). اعتبر ديفيس وغولدن قلة من الدول على وجه التحديد ذات مستوى تحضر أعلى من المتوقع مثل مصر واليونان وكوريا الجنوبية. لم ينظر ديفيس وغولدن إلى التحضر المفرط باعتباره ظاهرة سلبية، وإنما واقعًا إحصائيًا ذو تحديات ولكنه في نهاية المطاف سيكون ذاتي التصحيح لتحقيق توازن ملائم بين مستويات التحضر والتحول الصناعي. يتفق العلماء بما يتعلق بالتحضر المفرط على أن سوفاني كان أول من حسم جدال ديفيس وغولدن، إذ وجد أن الصلة بين التحضر والتحول الصناعي أكثر أهمية في الدول النامية من الدول المتقدمة، مما يوحي بأن مقياس ديفيس وغولدن لعلاقة «طبيعية» بين التحضر والتصنيع ليس صحيحًا.
اتخذ التعريف الذي قدمته الأمم المتحدة واليونسكو في عام 1956 نهجًا مغايرًا لقياس التحضر المفرط، وهو النهج اللاتزامني. قدر تقرير اليونسكو لعام 1956 التحضر المفرط تاريخيًا، مؤكدًا على «امتلاك الدول المتقدمة المتحضرة بمستويات مماثلة، في الوقت الحاضر، نسبة أكبر من القوى العاملة التي تضطلع في مهن غير زراعية» مقارنة بالدول النامية. يقدم المؤلفون أمثلة عن التحضر المفرط في الدول المتقدمة كفرنسا والولايات المتحدة وألمانيا وكندا، وغالبًا ما يصفون قارات آسيا وأفريقيا ومنطقة أمريكا اللاتينية على أنها دول نامية. طُبق هذا النهج التاريخي في التقرير على آسيا، وجادل بأن آسيا تعاني من التحضر المفرط نظرًا لانخفاض نسبة القوى العاملة المنخرطة في أنشطة غير زراعية مقارنة بدول غربية متقدمة وذات مستويات مماثلة من التحضر. ومع ذلك، فإن هذه الطريقة تعرضت لانتقادات الباحثين الذين يجادلون بأنها تدعم فكرة استعراقية ترى أن جميع الدول تتبع مسار تنمية مشابه. ومن ناحية أخرى، جادل الاقتصادي سوفاني بأن الأدلة المعروضة لا تتفق مع مسارات التنمية في الدول المتقدمة، مشيرًا إلى أمثلة محددة من الدول المتقدمة مثل سويسرا حيث لا تتطابق مستويات التحول الصناعي المرتفعة مع مستويات التحضر المرتفعة. وأشار علماء الاجتماع جون كاساردا وإدوارد كرينشو إلى أن معدل التحضر في الدول النامية ليس أكبر بكثير، وإنما هو العدد المطلق للأشخاص المهاجرين.
يستند الباحثون إلى سوفاني كباحث درس تعريفات التحضر المفرط في خمسينيات القرن العشرين. وشجع تفنيده لتعاريف التحضر المفرط التي كانت مقبولة سابقًا على إجراء المزيد من التحليل العلمي ومحاولات إعادة تعريف المصطلح. وأشار سوفاني إلى أن ادعاءات التحضر المفرط في الدول النامية نابعة من تصور مفاده أن التحضر السريع تترتب عليه نتائج سلبية. إلا أنه زعم وجود افتقار إلى الأدلة التي تثبت أن التحضر السريع جعل المناطق أسوأ حالًا في واقع الأمر. وجد الخبير الاقتصادي ديفيد كاميرشن أن الأدلة الإحصائية التي تؤكد أن «التحضر السريع في الدول النامية يشكل عائقًا امام النمو الاقتصادي،» ومقترحًا أن ظاهرة التحضر المفرط في موضع شك.
في مواصلة لعمل سوفاني، قدم العديد من الباحثين تعاريفًا بديلة، لم يشمل الكثير منها العلاقة بين النمو السكاني ووسائل توظيفهم فقط بل امتدت أيضًا إلى قدرة المنطقة الحضرية على توفير الخدمات العامة، ما يعكس تخلف التنمية الاقتصادية عن النمو السكاني بطرق متعددة. تبنى العديد من الباحثين بشكل متزايد مضامينًا سلبية لهذا المصطلح. اقترح خبير التخطيط الحضري جون ديكمان أن عدم القدرة على تلبية توقعات المهاجرين إلى المدينة جعل من التحضر المفرط مهددًا للنظام الاجتماعي. يزعم الخبيران الاقتصاديان فيليب غريفز وروبرت سيكستون أن تعريف التحضر المفرط لابد أن «يشتمل على وجود تأثيرات خارجية سلبية لحجم المدينة في موضع البحث»، وهو ما يشير إلى أنه ما دامت «الفوائد الاجتماعية الخارجية الإيجابية» الناجمة عن التحضر السريع مسيطرة على العوامل الخارجية السلبية، فإن التحضر المفرط ليس بالأمر العملي. عرف غوغلر التحضر المفرط بعاملين هما: أن الهجرة إلى المدن أسفرت عن «توزيع العمالة على نحو أقل من الأمثل بين القطاعين الريفي والحضري»، وأن الهجرة إلى المدن «تزيد من تكاليف توفير الزيادة السكانية في دولة ما». واختلف عالم الاجتماع غلين فيرباو في الرأي، زاعمًا أنه إذا كان التحضر المفرط ناجمًا عن فرط عدد السكان، فإن فرط عدد سكان المناطق الريفية قد يكون أسوأ منه في المناطق الحضرية.
واستُخدم المصطلح، منذ نشأته، للتمييز بين الدول التي تُعتبر متقدمة ونامية. ويعتبر ديفيس وغولدن الدولة نامية في حين كان أكثر من نصف ذكورها الناشطين اقتصاديًا يعملون في الزراعة. وغالبًا ما استخدم تقرير اليونسكو مصطلحي «متقدم» و «غربي» بالتزامن. يستخدم غوغلر وآخرون مصطلحي «العالم الثالث» و«العالم الأول» أثناء مناقشاتهم.

## الأسباب
يرى عالم الاجتماع جون شاندرا أن الحجج التي تدور حول أسباب التوسع الحضري المفرط تندرج ضمن خمس مجموعات:
- منظور الدفع الريفي والجذب الحضري
- منظور التحديث الاقتصادي
- منظور التحديث السياسي
- منظور التبعية

ويشير تحليل شاندرا لعدة متغيرات تتعلق بكل فئة من هذه الفئات إلى أن جميع هذه الحجج لها أدلة هامة باستثناء منظور التحديث الاقتصادي. ويظن الباحثون في الآونة الأخيرة أن مجموعة متنوعة من هذه العوامل وثيقة الصلة بالأمر.